# Saint-Bonnet-de-Salendrinque
Saint-Bonnet-de-Salendrinque – miejscowość i gmina we Francji, w regionie Oksytania, w departamencie Gard. Nazwa miejscowości pochodzi od imienia św. Boneta.
Według danych na rok 1990 gminę zamieszkiwało 79 osób, a gęstość zaludnienia wynosiła 22 osoby/km² (wśród 1545 gmin Langwedocji-Roussillon Saint-Bonnet-de-Salendrinque plasuje się na 822. miejscu pod względem liczby ludności, natomiast pod względem powierzchni na miejscu 1067.).